# HouseTrip
HouseTrip est une plateforme en ligne de locations de maisons, villas et appartements de vacances permettant à des particuliers mais également à des sociétés spécialisées dans la gestion de biens immobiliers (appelés aussi « hôtes ») de référencer et de proposer à la location des propriétés à des locataires. La société, dont le siège social est basé à Lausanne, a également des bureaux à Londres et Lisbonne, et est classée parmi les 100 start-ups les plus populaires par le magazine Wired, et comme l’un des 50 meilleurs sites de voyage par The Times. Par ailleurs en 2012, HouseTrip a été élue meilleure startup suisse en dominant le classement des Top 100 établi par l’Institut pour les Jeunes Entreprises. 
D’ici 2017, l’entreprise envisage de référencer un million d’hébergements, disponibles à la location.  
Le 27 avril 2016, Housetrip annonce son rachat par le site web TripAdvisor, qui recense des avis de clients et adresses dans le milieu du tourisme.

## Histoire
La plateforme HouseTrip est fondée en 2009 lorsqu'Arnaud Bertrand et son épouse, Junjun Chen Bertrand, effectuaient un stage à Londres dans le cadre de leurs études au sein de l’École hôtelière de Lausanne. Alors à la recherche d’un endroit où passer leurs vacances, le couple ne désirait pas se rendre dans un hôtel, mais les méthodes de réservation de locations de vacances s’avéraient complexes. C’est ainsi que le concept HouseTrip voir le jour. La première version du site est mise en ligne en janvier 2010 avec 200 propriétés référencées. Durant la première année, plus de 20 000 personnes ont effectué une réservation via HouseTrip. 
En juillet 2011, HouseTrip déménage et ses équipes s'installent à Londres. La société ouvre ensuite un second bureau à Lisbonne, dédié principalement à la gestion du service clients.

## Fonctionnement
HouseTrip permet aux hôtes de référencer gratuitement leurs propriétés sur le site tout en leur laissant simplement la décision de la date de disponibilité de leur appartement ou maison. Les propriétaires ont ainsi le choix de proposer à la location leur résidence principale lorsqu’ils sont absents. Cette opportunité permet donc aux vacanciers de séjourner dans un hébergement chez l’habitant pour des courts séjours et à des hôtes de référencer leurs résidences secondaires ou leurs investissements immobiliers à la location lorsque ceux-ci sont inoccupés. 
Afin de référencer leurs biens, les hôtes doivent compléter un profil en ligne en précisant un maximum de détails sur la location. Un minimum de trois photos est requis pour accompagner toutes les annonces avant la mise en ligne. Le propriétaire fixe lui-même le prix initial auquel HouseTrip ajoute une commission de 10 à 20 %. Les utilisateurs peuvent facturer des prix différents par nuitée ou par semaine en s’aidant des outils de l’agenda mis à leur disposition par le site. Ils peuvent aussi ajouter des détails sur les restrictions de location dans la description ainsi que le montant du dépôt de garantie. Une fois tous les éléments complétés, les annonces sont vérifiées avant toute mise en ligne. Toutes les communications entre les hôtes et les locataires sont réalisées via le système de messagerie électronique interne à HouseTrip. Les locataires peuvent ainsi poser des questions avant toute réservation et paiement en ligne sécurisés ; cependant, l’hôte ne reçoit son règlement que 48 heures après l’arrivée des locataires. Les locataires sont encouragés à commenter leurs expériences à leur retour.
Depuis juin 2013, la plateforme HouseTrip propose un programme de fidélisation à ses utilisateurs avec des nuits gratuites à la clé, à partir de 10 réservations effectives.